# Драбкин, Александр Лазаревич
Александр Лазаревич Драбкин (08/21.06.1911 — 25.03.2008) — доктор технических наук, профессор Академии им. А. Ф. Можайского и Ленинградского горного института.

## Биография
Родился в многодетной семье в Витебске, там же окончил семилетку (1925). Переехал в Ленинград, учился в средней школе, потом в ФЗУ им. Карпова, год работал на заводе.
С 1929 по 1933 г. студент Ленинградского электротехнического института, получил квалификацию инженера-электрика и воинское звание старший лейтенант.
Направлен на работу в Центральную радиолабораторию (руководитель — профессор А. А. Пистолькорс), где занимался вопросами приема и передачи радиосигналов. В 1938 г. зачислен в аспирантуру Ленинградского электротехнического института.
В 1941 г. представил диссертацию к защите, но в связи с началом Великой Отечественной войны призван в РККА инженером по спецоборудованию, занимался подготовкой самолетов к полетам.
После окончания войны — на преподавательской работе в Академии им. А. Ф. Можайского. Защитил кандидатскую диссертацию, 1951 г. присвоено звание инженер-полковник.
С 1955 г. — доктор технических наук, в 1959 г. утверждён в учёном звании профессора.
В 1964 г. уволился с военной службы и перешел работать в Ленинградский горный институт им. Г. В. Плеханова на недавно перед этим созданный факультет радиоэлектроники и электронной техники (РЭ и ЭТ). Декан (1964—1968), заведовал кафедрой радиоэлектроники и электронной техники.
В 1976 году после ликвидации факультета перешёл на кафедру Автоматизации производственных процессов: профессор, позднее профессор-консультант.
Автор более 100 научных и методических работ, в том числе 3 учебников, 10 учебных пособий, 12 изобретений. Подготовил 17 кандидатов наук.
Награждён орденами Красной Звезды, Отечественной войны II степени, медалями: «За победу над Германией в Великой Отечественной войне гг.», «За боевые заслуги», «ХXX лет Советской Армии и Флота», «40 лет вооруженных сил СССР», «В память 250-летия Ленинграда».
Книги:
- Драбкин А. Л., Коренберг Е. Б. Антенны. — М: Радио и связь, 1992.— 144 с: ил.— (Массовая радиобиблиотека; Вып. 1173). ISBN 5-256-00898-6.
- Антенно-фидерные устройства [Текст] : [Учебник для радиотехн. фак. вузов и радиоинженеров] / А. Л. Драбкин, В. Л. Зузенко. - Москва : Сов. радио, 1961. - 816 с. : ил.; 20 см.
- Антенно-фидерные устройства / А. Л. Драбкин, В. Л. Зузенко, А. Г. Кислов. — Изд. 2-е, перераб. и доп. — М. : Сов. радио, 1974. — 535, [1] с. : рис., табл. — Библиогр.: с. 526—527. — 24000 экз.
- Курс лекций по антенно-фидерным устройствам [Текст] / А. Л. Драбкин. - Ленинград : Ленингр. краснознам. воен.-воздуш. инж. акад. им. А. Ф. Можайского, 1958. - 2 т.; 22 см. Ч. 1: Основы теории антенн. - 1958. - 194 с. Ч. 2: Проволочные антенны. - 1958. - 197 с. : ил.
- Основы радиотехники [Текст] : Учебное пособие по спецоборудованию самолетов для техн. состава ВВС Советской Армии / инж.-подполк. Драбкин, инж.-полк. Д. Д. Дьяков. - Москва : Воен. изд-во, 1950. - 535 с., 3 л. схем. : ил., портр., схем.; 23 см.
- Антенны / А. Л. Драбкин, Е. Б. Коренберг, С. Е. Меркулов. - 2-е изд. - М. : Радио и связь, 1995. - 152,[1] с. : ил.; 20 см. - (МРБ : Массовая радиобиблиотека; Вып. 1215).; ISBN 5-256-01255-X : Б. ц., 10000 экз.